# Mira Bernstein
Mira Bernstein, auch Mire Bernshteyn, Mira Bernsztejn und weitere Schreibweisen (13. September 1908 in Wilna, Russisches Kaiserreich – September 1943 im Vernichtungslager Majdanek) war eine litauische Lehrerin und Kommunistin aus Vilnius, die den Unterricht ihrer Kinder auch im Ghetto Vilnius fortsetzte, bis sie selbst vom NS-Regime verschleppt und durch Vergasen ermordet wurde. Der jiddische Dichter Abraham Sutzkever hat ihr Wirken im Ghetto beobachtet und in dem berühmten Gedicht Di lererin Mire („Die Lehrerin Mira“) thematisiert.

## Leben und Werk
Ihre Eltern waren Meir Bernstein und Ana, auch Hanna geb. Liberman. Sie hatte zwei Brüder, Aharon und Moshe, auch Moske genannt. Sie leitete das Realgymnasium. Ihre Ziele waren die Erneuerung der jiddischen Kultur und insbesondere des jüdischen Erziehungswesens. Sie engagierte sich in kommunistischen Zirkeln. Sie unterrichtete Jiddisch und Hebräisch, las ihren Schülern aus den Werken von Scholem Alejchem und Jizchok Leib Perez vor. Nach der Einrichtung des Ghettos war sie mitverantwortlich für das dortige Schulsystem und leitete die Schule im Kleinen Ghetto. Sie stand den Schülern und Schülerinnen zur Seite und kümmerte sich darum, dass soviel als möglich „Normalität“ aufrechterhalten werden konnte. Ihre besondere Sorge galt jenen Kindern, deren Eltern bereits von den Nationalsozialisten ermordet worden waren. Sie arbeitete auch für die Untergrundorganisation Fareinikte Partisaner Organisatzije. Als die Liquidierung des Ghettos im September 1943 bevorstand, war sie zu schwach zum Flüchten. Sie wurde in das Vernichtungslager Majdanek deportiert und dort vom NS-Regime ermordet.

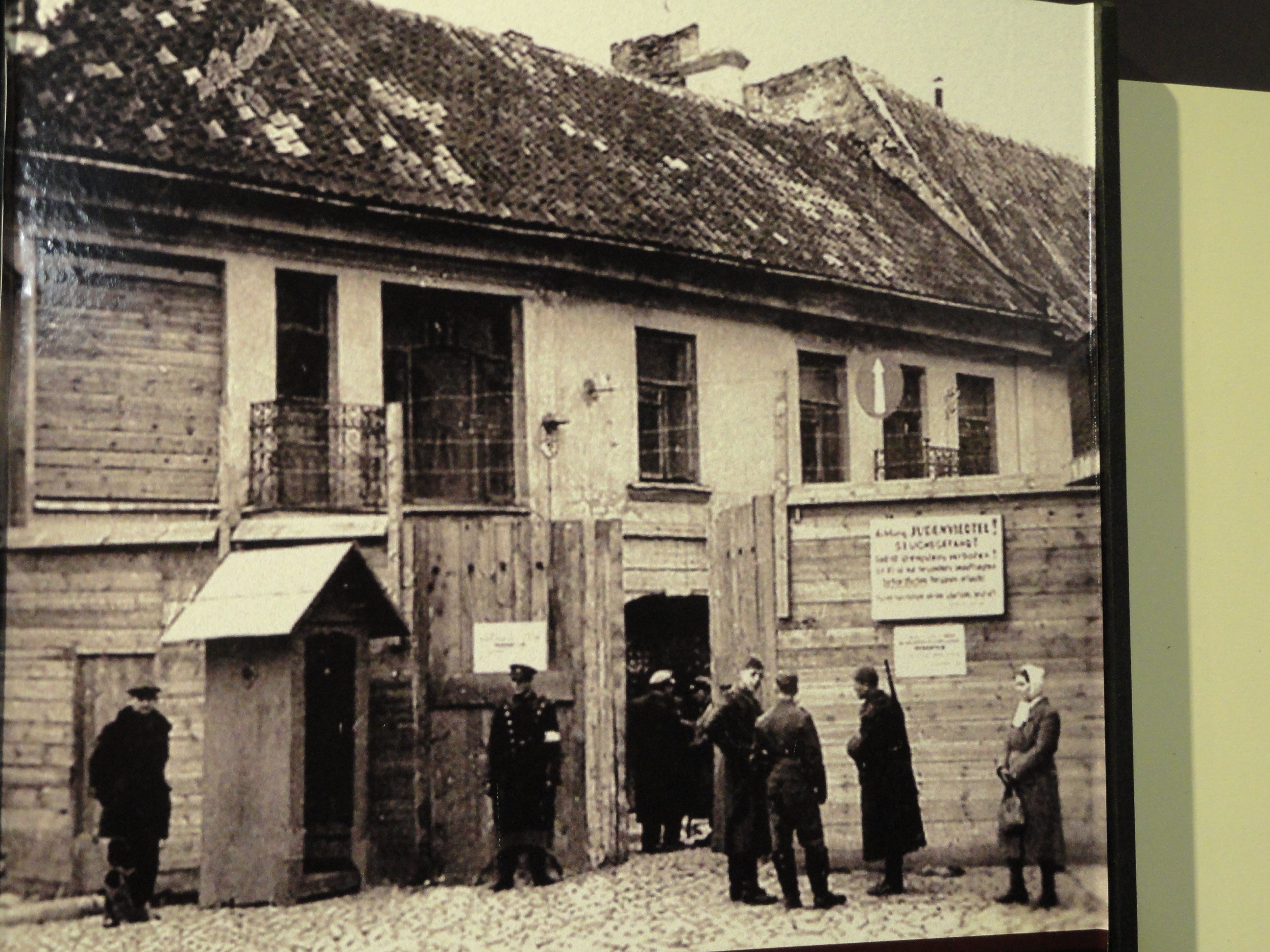
Eingang zum Ghetto

Mehr über Mira Bernstein und die Schulen im Ghetto ist in Sutzkevers Bericht Wilner Getto nachzulesen.

## Dilererum Mire
Abraham Sutzkever wählte als zentrale Figuren seines Buches Wilno Jerusalem Daniel Kac und Janusz Korczak. In seiner Ballade Di lererin Mire vom 28. Mai 1943 fungiert als Heldin Mira Bernstein, die prototypische jiddische Lehrerin, rundum besorgt, ein bisschen streng und von ihren Schülern sehr geliebt:
Eh Äxte nicht spalten den Geist ihr, den kühnen,
ist Mira die Blume, die Kinder sind Bienen.
Ergraut ist die Blume, verwelkt ihre Glieder,
im Morgentau öffnet die Blüte sich wieder.
1941 kam sie mit 130 Kindern ins Kleine Ghetto. In den fünfzehn Strophen der Ballade wird zuerst das Zusammentreiben der Menschen im Ghetto thematisiert, wie sich Mira der Kinder annimmt, wie sie darum kämpft, den Unterricht fortsetzen zu können, als wäre nichts geschehen. Doch ihre Schüler werden, wie in einem grausamen Abzählreim, weniger, weniger, immer weniger. Es entsteht ein heftiger Kontrast zwischen der sinkenden Schülerzahl und der Hoffnung, die die Lehrerin den Kindern vermitteln will. Als das Kleine Ghetto liquidiert wird, sind es nur noch sieben. Doch Mira unterrichtet weiter.